# Antidesma contractum
Antidesma contractum är en emblikaväxtart som beskrevs av Johannes Jacobus Smith. Antidesma contractum ingår i släktet Antidesma och familjen emblikaväxter. Inga underarter finns listade i Catalogue of Life.